# Rogatka Warszawska

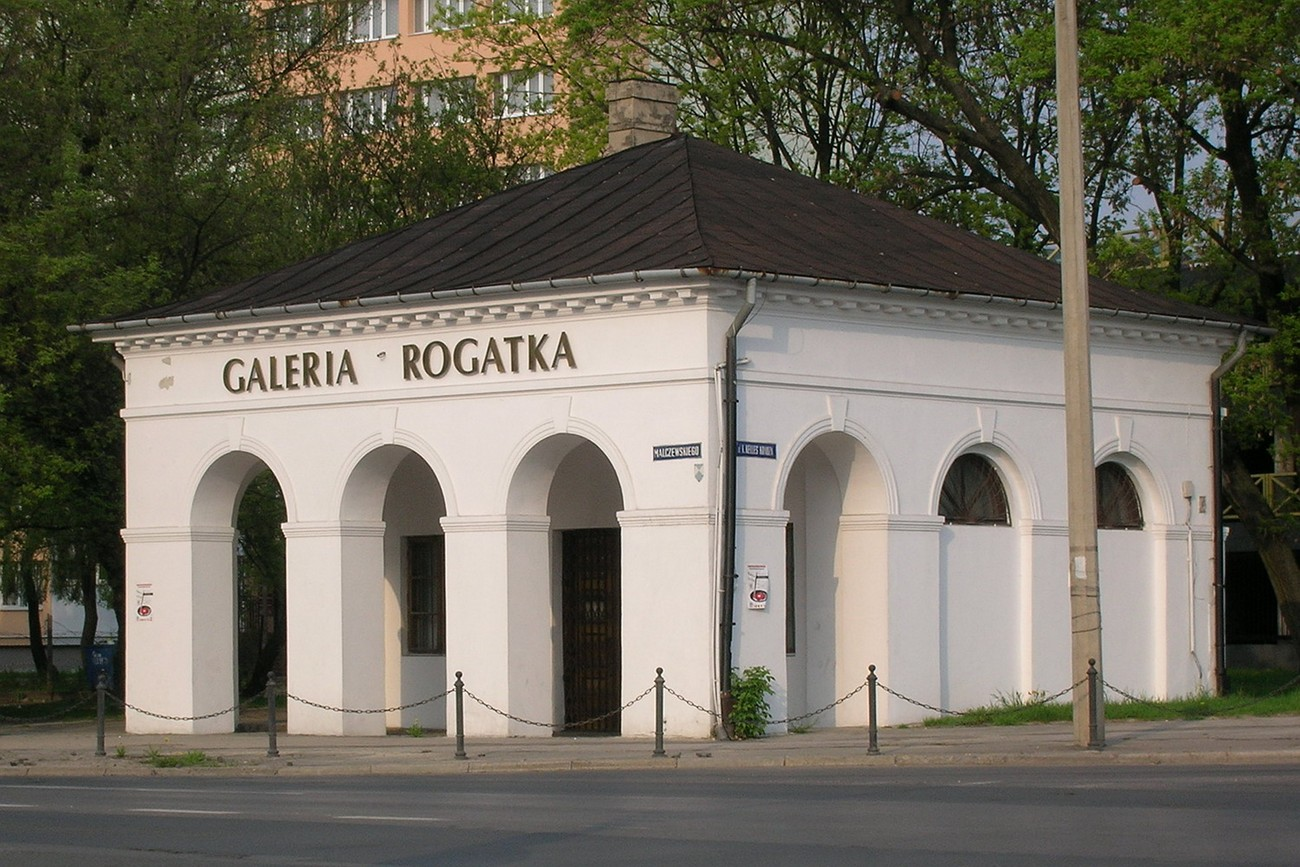
Rogatka Warszawska (2006)

Rogatka Warszawska (übersetzt Warschauer Zollhaus) ist ein unter Denkmalschutz gestelltes Gebäude in Radom in der Woiwodschaft Masowien in Polen. Das ehemalige Zollhaus wurde 1834 errichtet und dient seit 1991 als Kunstgalerie.
Das Bauwerk steht im Nordwesten des Stadtzentrums an der ulica Malczewskiego 20.

## Geschichte
Die ersten Zollstellen standen in der Nähe der Stadttore der Miasto Kazimierz (Kasimirs-Stadt). Mit dem weiteren Wachstum der Stadt wurden diese verlegt. An der Straße nach Warschau stand seit 1820 ein hölzernes Zollhaus und vier Jahre später wurde dort ein Stadttor neu erbaut. Vier weitere Tore an der Stadtgrenze entstanden zu gleicher Zeit an den Straßen nach Kozienice und Lublin sowie der alten Krakauer Straße.
An Stelle des hölzernen Zollhauses erbaute Stefan Baliński 1834 das heutige Gebäude. Nach der Aufhebung der Gebühren beherbergte es für einige Zeit Obdachlose. Nach verschiedenen Funktionen wurde es in den 1950er Jahren Leichenhalle des benachbarten St.-Kasimir-Krankenhauses (heute Hotel Aviator). In den Jahren 1971–1972 wurde das Gebäude umfassend renoviert und anschließend als Touristeninformation genutzt.
Es steht seit 1956 unter Denkmalschutz und wurde unter der Nummer 314 in das nationale Denkmalregister der Woiwodschaft eingetragen.
Seit 1991 beherbergt das ehemalige Zollhaus die Galeria Rogatka der Kunstfakultät der Universität Radom (ehemals Politechnika Radomska). Die deutschen Künstler Hans Both, Jo Niemeyer und Yoshimi Hashimoto stellten ihre Werke dort aus. – Das Bauwerk wird seit September 2019 renoviert.
Ein weiteres Zollhaus, die Rogatka Lubelska von 1840, wurde in den 1920er Jahren zum Volksbad umgebaut und dient seit 1987 als Kulturhaus „Łaźnia“.

## Beschreibung
Das Bauwerk im klassizistischen Stil ist ein einstöckiges Gebäude mit drei Achsen über einem quadratischen Grundriss. Die Arkaden des vorderen Drittels dienen als Portikus.